# Domingos Saraiva
Domingos Saraiva (Lisboa, Agosto de 1908 — Cascais, 21 de Dezembro de 1994), foi um pintor, desenhista e paisagista português.
Começou aos 13 anos por desenhar jóias, tendo, depois, frequentado a Academia da Sociedade Nacional das Belas Artes.
Desde muito novo, foi um apreciador de tauromaquia, daí ter-se tornado um pintor com preferência pelo tema, provavelmente, um dos que mais bem retrataram cenas de toiros.
Numa fase posterior retratou a região saloia (Mem Martins, Algueirão, Mercês, Sintra).Várias exposições individuais e colectivas e vários prémios arrecadados.
Passou, ainda, pelo O Século Ilustrado, que paginou e ilustrou.
O Município de Sintra tem um conjunto de obras do artista, sobretudo paisagens e retratos.